# Carroll Baker

Carroll Baker (Johnstown, 28 maggio 1931) è un'attrice statunitense.

## Biografia

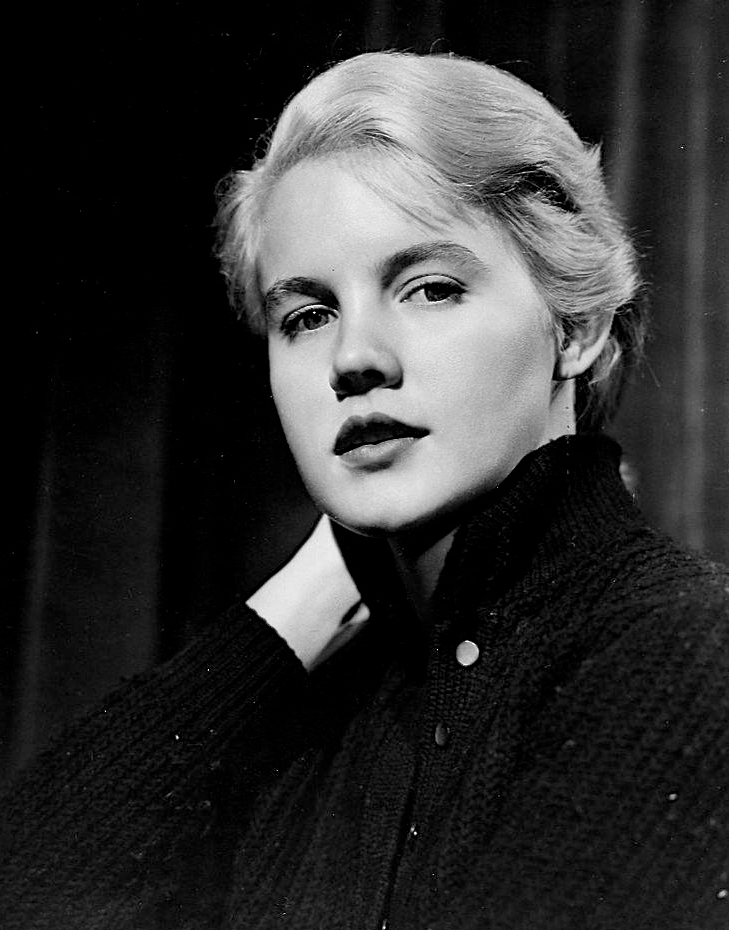
Carroll Baker nel 1957

Figlia di un agente di commercio viaggiatore, William Watson Baker, e di Edith Gertrude Duffy, abbandona il St. Petersburg Junior College dopo un solo anno di frequenza e, appena quindicenne, inizia la carriera artistica come ballerina in occasione di convention politiche a Miami; lavora poi come assistente di un prestigiatore. Nel 1949 vince il titolo di Miss Florida Fruits & Vegetables. Nel 1952 recita nella serie televisiva antologica Monodrama Theater. L'anno seguente si trasferisce a New York, dove gira una serie di sketch pubblicitari, e calca il palcoscenico di Broadway, sempre con parti di poco conto.
Il suo esordio sul grande schermo avviene con una piccola parte nel film musicale Fatta per amare (1953) di Charles Walters, con Esther Williams e Van Johnson. L'anno successivo, dopo aver lavorato anche come ballerina di night club per raccogliere i soldi necessari all'iscrizione, inizia a frequentare i corsi del celebre Actors Studio. La svolta nella sua carriera avviene quando la Warner Bros. si interessa a lei, con l'intenzione di farne una nuova Marilyn Monroe. Dapprima le viene affidato un ruolo nell'epico Il gigante (1955) di George Stevens, grazie al quale l'attrice inizia a farsi conoscere.
In seguito raggiunge la grande notorietà e le lodi della critica con Baby Doll - La bambola viva (1956) di Elia Kazan, accanto a Karl Malden, pellicola piuttosto audace per l'epoca e per la cui interpretazione la Baker ottiene anche la candidatura all'Oscar. I rapporti con la Warner Bros. però si incrinano, finché il sodalizio termina in seguito ai ripetuti rifiuti dell'attrice di recitare in film o ruoli che non gradisce (fra cui una serie di pellicole pulp e un personaggio di ninfomane); di conseguenza non ottiene l'ambìto ruolo della protagonista in La donna dai tre volti (1957) di Nunnally Johnson, La gatta sul tetto che scotta (1958) di Richard Brooks e Il discepolo del diavolo (1959) di Guy Hamilton, poi rispettivamente assegnato a Joanne Woodward, Elizabeth Taylor e Janette Scott.

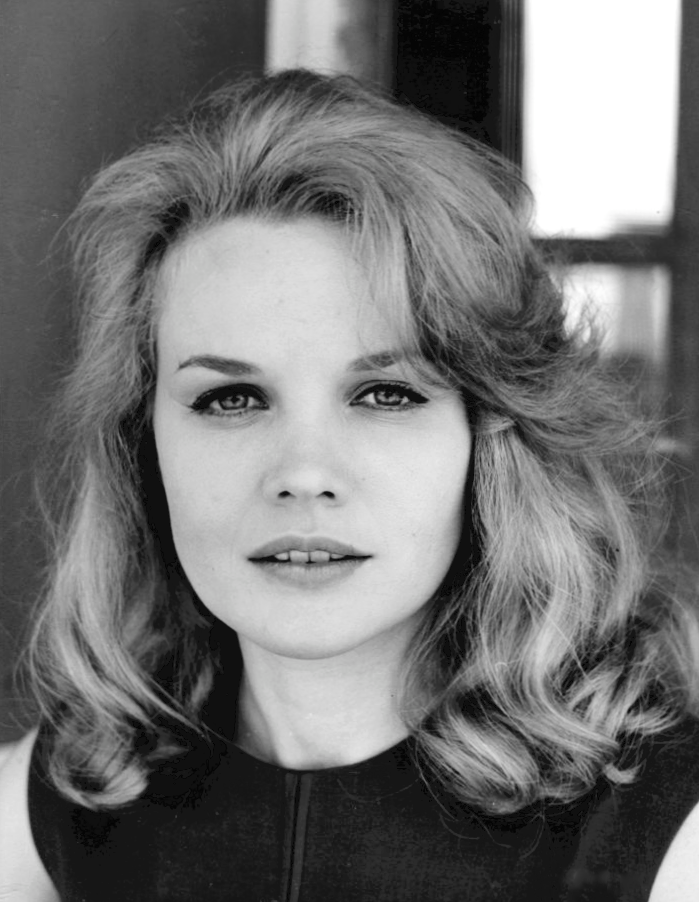
Carroll Baker nel 1962

Negli anni seguenti prende parte ad altri film di successo, come Il grande paese (1958) di William Wyler, Ma non per me (1959) di Walter Lang e La conquista del West (1962). Nel 1960 riceve una stella sulla celebre Walk of Fame di Hollywood. Lavora con John Ford nel western crepuscolare Il grande sentiero (1964), con Richard Widmark e James Stewart, mentre intraprende una collaborazione con il marito Jack Garfein, che la dirige nei film Momento selvaggio (1961) e La doppia vita di Sylvia West (1965), ove recita rispettivamente accanto a Ralph Meeker e George Maharis. Nel 1964 affianca George Peppard e Alan Ladd in L'uomo che non sapeva amare di Edward Dmytryk, mentre l'anno successivo recita con Robert Mitchum e Ian Bannen in Il filibustiere della costa d'oro (1965) di Ronald Neame.
Uno dei suoi film più noti ed identificativi di quegli anni è Jean Harlow, la donna che non sapeva amare (1965) di Gordon Douglas, biografia romanzata della celebre diva del cinema degli anni trenta. Quest'ultima pellicola, interpretata tra gli altri anche da Red Buttons, Raf Vallone e Angela Lansbury, le frutta un compenso di 200.000 dollari e, pur con le riserve della critica, sancisce forse l'apice del successo della Baker; tuttavia, appena due anni più tardi, per L'harem, una coproduzione franco-italo-tedesca, il compenso dell'attrice scenderà a 60.000 dollari più il 50% dell'incasso negli Stati Uniti. Nella seconda metà degli anni sessanta si trasferisce in Italia, dove gira diversi film, per lo più gialli firmati dal regista Umberto Lenzi, come Il coltello di ghiaccio (1972), o produzioni erotiche, tra le quali il citato L'harem (1967) di Marco Ferreri, Il dolce corpo di Deborah (1968) di Romolo Guerrieri, Così dolce... così perversa (1969) di Umberto Lenzi e La moglie vergine (1975) di Marino Girolami.

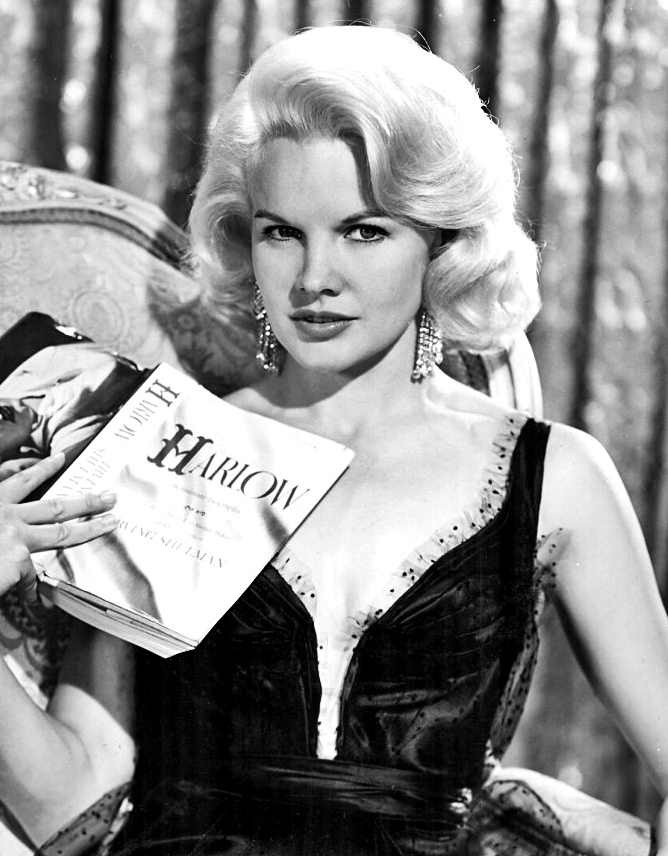
La Baker in uno scatto fuori dal set de Jean Harlow, la donna che non sapeva amare (1965)

Nel 1973, insieme a George Eastman, Isabelle de Funès ed Ely Galleani, appare anche nel controverso film Baba Yaga di Corrado Farina. Successivamente vive anche in Spagna, Germania, Inghilterra, dove lavora anche in teatro, e in Messico, continuando a recitare in coproduzioni, come nel film di genere catastrofico Cyclone (1978) di René Cardona Jr.. Nel 1980 recita in Gli occhi del parco di John Hough, primo film di genere horror della Disney, con protagonista Bette Davis. Nel 1983 pubblica un'autobiografia intitolata Baby Doll: an Autobiography. Nell'ultima parte della sua carriera interpreta ancora importanti ruoli, anche drammatici, come in Star 80 (1984) di Bob Fosse, nel quale impersona con intensità la madre della protagonista Mariel Hemingway, o in Paura (1986) di Jerrold Freedman, ove recita accanto a Matt Dillon, Oprah Winfrey e Geraldine Page.
Si fa notare anche in Ironweed (1987), primo film americano di Héctor Babenco, ove lavora al fianco di Meryl Streep e Jack Nicholson, mentre in Un poliziotto alle elementari (1990) di Ivan Reitman si cimenta per la prima volta con un ruolo comico insieme ad Arnold Schwarzenegger. Nel 1992 torna in Italia per partecipare alla pellicola Jackpot di Mario Orfini, cui fa seguito Storie di seduzione (1995) di Antonio Maria Magro. Recita anche in film per la TV, come La signora della città (1996) di Beppe Cino o in singoli episodi di serie televisive. Dopo un'ultima apparizione nella serie The Lyon's Den di Remi Aubuchon (2003), la Baker abbandona il mondo dello spettacolo. Nel 2016 si è trasferita a New York.

## Vita privata
Carroll Baker si sposò nel 1953 con un pellicciaio, Louie Ritter, ma il matrimonio durò poco. Il 3 gennaio 1955 sposa il regista Jack Garfein, sopravvissuto all'Olocausto, e a seguito del matrimonio si converte all'ebraismo. Dalla loro unione nasce nel 1956 una figlia, Blanche, che in seguito intraprenderà anche lei la carriera d'attrice; nel 1958 nasce il secondo figlio, Herschel. Il matrimonio con Garfein terminerà con il divorzio nel 1969. Si sposa per la terza volta con l'attore britannico Donald Burton. La coppia rimase insieme, viaggiando e recitando tra Londra e gli Stati Uniti, fino alla morte di lui, avvenuta nel 2007 per enfisema nella loro casa di Cathedral City, California.

## Filmografia

### Cinema
- Fatta per amare (Easy to Love), regia di Charles Walters (1953)
- Il gigante (Giant), regia di George Stevens (1955)
- Baby Doll - La bambola viva o Bambola di carne (Baby Doll), regia di Elia Kazan (1956)
- Il grande paese (The Big Country), regia di William Wyler (1958)
- Ma non per me (But Not for Me), regia di Walter Lang (1959)
- Vento di tempesta (The Miracle), regia di Irving Rapper (1959)
- Ponte verso il sole (Bridge to the Sun), regia di Étienne Périer (1961)
- Momento selvaggio (Something Wild), regia di Jack Garfein (1961)
- La conquista del West (How the West Was Won), regia di John Ford, Henry Hathaway, George Marshall, Richard Thorpe (1962)
- Avamposto Sahara (Station Six-Sahara), regia di Seth Holt (1962)
- L'uomo che non sapeva amare (The Carpetbaggers), regia di Edward Dmytryk (1964)
- Il grande sentiero (Cheyenne Autumn), regia di John Ford (1964)
- La doppia vita di Sylvia West (Sylvia), regia di Gordon Douglas (1965)
- La più grande storia mai raccontata (The Greatest Story Ever Told), regia di George Stevens (1965)
- Il filibustiere della costa d'oro (Mister Moses), regia di Ronald Neame (1965)
- Jean Harlow, la donna che non sapeva amare (Harlow), regia di Gordon Douglas (1965)
- L'harem, regia di Marco Ferreri (1967)
- Il dolce corpo di Deborah, regia di Romolo Guerrieri (1968)
- Orgasmo, regia di Umberto Lenzi (1969)
- Così dolce... così perversa, regia di Umberto Lenzi (1969)
- Paranoia, regia di Umberto Lenzi (1970)
- In fondo alla piscina (La última señora Anderson), regia di Eugenio Martín (1971)
- Capitan Apache (Captain Apache), regia di Alexander Singer (1971)
- Il diavolo a sette facce, regia di Osvaldo Civirani (1971)
- Il coltello di ghiaccio, regia di Umberto Lenzi (1972)
- Baba Yaga, regia di Corrado Farina (1973)
- Il fiore dai petali d'acciaio, regia di Gianfranco Piccioli (1973)
- Il corpo, regia di Luigi Scattini (1974)
- La moglie vergine, regia di Marino Girolami (1975)
- Lezioni private, regia di Vittorio De Sisti (1975)
- I soliti ignoti colpiscono ancora - E una banca rapinammo per fatal combinazion (Ab morgen sind wir reich und ehrlich), regia di Franz Antel (1976)
- La moglie di mio padre, regia di Andrea Bianchi (1976)
- Spara, ragazzo, spara (Zerschossene Träume), regia di Peter Patzak (1976)
- Il male di Andy Warhol (Bad), regia di Jed Johnson (1977)
- Cyclone, regia di René Cardona Jr. (1978)
- Las flores del vicio, regia di Silvio Narizzano (1979)
- Gli occhi del parco (The Watcher in the Woods), regia di John Hough (1980)
- Star 80, regia di Bob Fosse (1983)
- The Secret Diary of Sigmund Freud, regia di Danford B. Greene (1984)
- Paura (Native Son), regia di Jerrold Freedman (1986)
- Ironweed, regia di Héctor Babenco (1987)
- Un poliziotto alle elementari (Kindergarten Cop), regia di Ivan Reitman (1990)
- Blonde Fist, regia di Frank Clarke (1991)
- Jackpot, regia di Mario Orfini (1992)
- Gipsy Angel, regia di Al Festa (1992)
- Una madre di troppo (Im Sog des Bösen), regia di Nikolai Müllerschön (1995)
- Storie di seduzione, regia di Antonio Maria Magro (1995)
- Just Your Luck, regia di Gary Auerbach (1996)
- The Game - Nessuna regola (The Game), regia di David Fincher (1997)
- Nowhere to Go, regia di John Caire (1998)

### Televisione
- Il mondo di una cover girl (The World Is Full of Married Men), regia di Robert Young – film TV (1979)
- Red Monarch, regia di Jack Gold – film TV (1983)
- Hitler's S.S.: Portrait in Evil, regia di Jim Goddard – film TV (1985)
- What Mad Pursuit?, regia di Tony Smith – film TV (1985)
- Al fuoco! (On Fire), regia di Robert Greenwald – film TV (1987)
- Judgment Day: The John List Story, regia di Bobby Roth – film TV (1993)
- Men Don't Tell, regia di Harry Winer – film TV (1993)
- La signora in giallo (Murder, She Wrote) – serie TV, episodio 9x22 (1993)
- A Kiss to Die For, regia di Leon Ichaso – film TV (1993)
- Dalva, regia di Ken Cameron – film TV (1996)
- La signora della città, regia di Beppe Cino – miniserie TV (1996)
- Rag and Bone, regia di James D. Parriott – film TV (1997)
- Skeletons, regia di David DeCoteau – film TV (1997)
- North Shore Fish, regia di Steve Zuckerman – film TV (1997)
- Heart Full of Rain, regia di Roger Young – film TV (1997)
- Another Woman's Husband, regia di Noel Nosseck – film TV (2000)
- The Lyon's Den – serie TV, episodio 1x07 (2003)

## Riconoscimenti
- Premio Oscar

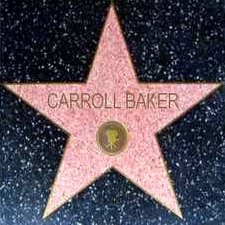
La stella sulla Hollywood Walk of Fame

  - 1957 – Candidatura alla migliore attrice per Baby Doll - La bambola viva

- Golden Globe
  - 1957 – Migliore attrice debuttante
  - 1957 – Candidatura alla migliore attrice in un film drammatico per Baby Doll - La bambola viva

- BAFTA
  - 1957 – Candidatura alla migliore attrice protagonista per Baby Doll - La bambola viva

- Golden Boot Awards
  - 1996 – Vinto

- Hasty Pudding Theatricals
  - 1957 – Women of the Year

- Hollywood Walk of Fame
  - 1960 – Stella

- Laurel Awards
  - 1964 – Candidatura alla migliore star femminile (9º posto)
  - 1965 – Candidatura alla migliore star femminile (8º posto)
  - 1965 – Candidatura alla migliore interpretazione drammatica femminile per L'uomo che non sapeva amare

## Doppiatrici italiane
Nelle versioni in italiano delle opere in cui ha recitato, Carroll Baker è stata doppiata da:
- Maria Pia Di Meo in Il grande paese, Ma non per me, Jean Harlow, la donna che non sapeva amare, Il diavolo a sette facce, Il coltello di ghiaccio, La moglie vergine, Cyclone
- Fiorella Betti in Il gigante, Baby Doll - La bambola viva, Il grande sentiero, Vento di tempesta, Il dolce corpo di Deborah
- Rita Savagnone in L'uomo che non sapeva amare, Orgasmo, Così dolce... così perversa, Paranoia, In fondo alla piscina
- Vittoria Febbi in La conquista del West, Il corpo, Un poliziotto alle elementari
- Angiolina Quinterno in Capitan Apache, Storie di seduzione, Roswell
- Noemi Gifuni in Lezioni private, I soliti ignoti colpiscono ancora - E una banca rapinammo per fatal combinazion
- Lydia Simoneschi in Baba Yaga
- Rossella Izzo in Gli occhi del parco
- Paola Mannoni in Star 80
- Gabriella Genta in Ironweed
- Aurora Cancian in La signora in giallo
- Angiola Baggi in Jackpot